# Ecnomus masalai
Ecnomus masalai là một loài Trichoptera trong họ Ecnomidae. Chúng phân bố ở miền Australasia.